# Raúl Daniel González
Raúl Daniel González (Tucumán, Argentina) fue un futbolista argentino que se desempeñaba como Delantero.

## Trayectoria

### Lastenia
González inició su carrera en Lastenia, equipo de la Banda del Río Salí. Se destacó en el campeonato de la Asociación Cultural de Football y llamó la atención de los equipos más importantes de la provincia.

### Atlético Tucumán
Llegó a Atlético Tucumán en el año 1958 y se coronó campeón tucumano, con un equipo que empezaba a destacarse y terminó gestando una de las épocas más gloriosas del club.

### Newells
Su destacada actuación en el decano llamó la atención de Newells y en 1959 se mudó a Rosario para sumarse a la lepra. Los rojinegros terminaron en quinta posición del Campeonato 1959.

### Ferro
En 1960 es transferido a Ferro, que terminó una posición más arriba que Newells en el campeonato de 1959. Sin embargo el campeonato de los de caballito no cumplió con las expectativas y González dejaría la institución.

### Almagro
En 1961 llega a Almagro, que jugaba en la B metro.

## Clubes
| Club             | País      |
| ---------------- | --------- |
| Lastenia         | Argentina |
| Atlético Tucumán | Argentina |
| Newells          | Argentina |
| Ferro            | Argentina |
| Almagro          | Argentina |

## Palmarés
| Título        | Equipo           | País      | Año  |
| ------------- | ---------------- | --------- | ---- |
| Liga Tucumana | Atlético Tucumán | Argentina | 1958 |